# Роберто Фернандес Торо
Роберто Фернандес Торо (ісп. Roberto Fernández Toro, нар. 12 липня 1999) — болівійський футболіст, захисник «Болівара» і національної збірної Болівії. На правах оренди грає у складі російського клубу «Акрон».

## Клубна кар'єра
Народився 12 липня 1999 року. Вихованець футбольної школи клубу «Блумінг». Дорослу футбольну кар'єру розпочав 2018 року в основній команді того ж клубу, в якій провів один сезон, взявши участь у 53 матчах чемпіонату. 
Протягом частини 2019 року захищав кольори іспанського «Культураль Леонеса».
2020 року повернувся на батьківщину, ставши гравцем «Болівара». Відіграв за команду з Ла-Паса наступні три сезони своєї ігрової кар'єри. Більшість часу, проведеного у складі «Болівара», був основним гравцем захисту команди.
Протягом сезону 2023/24 грав на правах оренди за російську «Балтику».
Влітку 2024 року повернувся до «Болівара». Провівши декілька матчів на батьківщині, 1 вересня повернувся до російської першості, цього разу на правах оренди до клубу «Акрон».

## Виступи за збірні
Протягом 2019–2020 років залучався до складу молодіжної збірної Болівії. На молодіжному рівні зіграв у 8 офіційних матчах.
2019 року дебютував в офіційних матчах у складі національної збірної Болівії.
У складі збірної був учасником трьох розіграшів Кубка Америки: 2019 і 2021 років у Бразилії, а також 2024 року в США.

## Статистика виступів

### Статистика виступів за збірну
Станом на 15 вересня 2024
| Дата       | Місто                   | Господарі         | Результат | Гості     | Турнір                       | Голи | Примітки |
| ---------- | ----------------------- | ----------------- | --------- | --------- | ---------------------------- | ---- | -------- |
| 26-3-2019  | Кобе                    | Японія            | 1 – 0     | Болівія   | товариський матч             | -    |          |
| 2-6-2019   | Нант                    | Франція           | 2 – 0     | Болівія   | товариський матч             | -    | 66'      |
| 18-6-2019  | Ріо-де-Жанейро          | Болівія           | 1 – 3     | Перу      | Копа Америка 2019 - 1-й етап | -    | 71' 72'  |
| 22-6-2019  | Белу-Оризонті           | Болівія           | 1 – 3     | Венесуела | Копа Америка 2019 - 1-й етап | -    | 72'      |
| 14-11-2020 | Ла-Пас                  | Болівія           | 2 – 3     | Еквадор   | Відбір до ЧС 2022            | -    | 66'      |
| 26-3-2021  | Ранкагуа                | Чилі              | 2 – 1     | Болівія   | товариський матч             | -    | 57'      |
| 4-6-2021   | Ла-Пас                  | Болівія           | 3 – 1     | Венесуела | Відбір до ЧС 2022            | -    | 90'      |
| 14-6-2021  | Гоянія                  | Парагвай          | 3 – 1     | Венесуела | Копа Америка 2021 - 1-й етап | -    | 46'      |
| 18-6-2021  | Куяба                   | Чилі              | 1 – 0     | Болівія   | Копа Америка 2021 - 1-й етап | -    |          |
| 24-6-2021  | Куяба                   | Болівія           | 0 – 2     | Уругвай   | Копа Америка 2021 - 1-й етап | -    | 74'      |
| 28-6-2021  | Куяба                   | Аргентина         | 4 – 1     | Болівія   | Копа Америка 2021 - 1-й етап | -    | 81'      |
| 2-9-2021   | Ла-Пас                  | Болівія           | 1 – 1     | Колумбія  | Відбір до ЧС 2022            | -    | 74'      |
| 6-9-2021   | Монтевідео              | Уругвай           | 4 – 2     | Болівія   | Відбір до ЧС 2022            | -    | 85'      |
| 10-9-2021  | Буенос-Айрес            | Аргентина         | 3 – 0     | Болівія   | Відбір до ЧС 2022            | -    | 68'      |
| 8-10-2021  | Гуаякіль                | Еквадор           | 3 – 0     | Болівія   | Відбір до ЧС 2022            | -    | 88'      |
| 10-10-2021 | Ла-Пас                  | Болівія           | 1 – 0     | Перу      | Відбір до ЧС 2022            | -    | 61'      |
| 14-10-2021 | Ла-Пас                  | Болівія           | 4 – 0     | Парагвай  | Відбір до ЧС 2022            | 1    |          |
| 16-11-2021 | Ла-Пас                  | Болівія           | 3 – 0     | Уругвай   | Відбір до ЧС 2022            | -    | 46'      |
| 28-1-2022  | Баринас                 | Венесуела         | 4 – 1     | Болівія   | Відбір до ЧС 2022            | -    |          |
| 1-2-2022   | Ла-Пас                  | Болівія           | 2 – 3     | Чилі      | Відбір до ЧС 2022            | -    | 80'      |
| 24-3-2022  | Барранкілья             | Колумбія          | 3 – 0     | Болівія   | Відбір до ЧС 2022            | -    |          |
| 29-3-2022  | Ла-Пас                  | Болівія           | 0 – 4     | Бразилія  | Відбір до ЧС 2022            | -    |          |
| 24-9-2022  | Орлеан                  | Болівія           | 0 – 2     | Сенегал   | товариський матч             | -    |          |
| 24-3-2023  | Джидда                  | Узбекистан        | 1 – 0     | Болівія   | товариський матч             | -    |          |
| 28-3-2023  | Джидда                  | Саудівська Аравія | 1 – 2     | Болівія   | товариський матч             | -    | 90'      |
| 17-6-2023  | Гаррісон                | Еквадор           | 1 – 0     | Болівія   | товариський матч             | -    | 64'      |
| 20-6-2023  | Санта-Крус-де-ла-Сьєрра | Болівія           | 0 – 0     | Чилі      | товариський матч             | -    |          |
| 8-9-2023   | Белен (Бразилія)        | Бразилія          | 5 – 1     | Болівія   | Відбір до ЧС 2026            | -    | 59'      |
| 12-9-2023  | Ла-Пас                  | Болівія           | 0 – 3     | Аргентина | Відбір до ЧС 2026            | -    | 15' 39'  |
| 16-11-2023 | Ла-Пас                  | Болівія           | 2 – 0     | Перу      | Відбір до ЧС 2026            | -    |          |
| 21-11-2023 | Монтевідео              | Уругвай           | 3 – 0     | Болівія   | Відбір до ЧС 2026            | -    |          |
| 22-3-2024  | Baraki                  | Алжир             | 3 – 2     | Болівія   | товариський матч             | -    | 90'      |
| 25-3-2024  | Аннаба                  | Болівія           | 1 – 0     | Андорра   | товариський матч             | -    |          |
| 12-6-2024  | Честер                  | Еквадор           | 3 – 1     | Болівія   | товариський матч             | -    | 9'       |
| 15-6-2024  | Іст-Ратерфорд           | Колумбія          | 3 – 0     | Болівія   | товариський матч             | -    |          |
| 23-6-2024  | Арлінгтон               | США               | 2 – 0     | Болівія   | Копа Америка 2024 - 1-й етап | -    | 75'      |
| 27-6-2024  | Іст-Ратерфорд           | Уругвай           | 5 – 0     | Болівія   | Копа Америка 2024 - 1-й етап | -    | 46'      |
| 5-9-2024   | Альту-Пата              | Болівія           | 4 – 0     | Венесуела | Відбір до ЧС 2026            | -    | 75'      |
| 10-9-2024  | Сантьяго                | Чилі              | 1 – 2     | Болівія   | Відбір до ЧС 2026            | -    | 88'      |
| Усього     |                         | Матчів            | 39        |           | Голів                        | 1    |          |

| Дата      | Місто    | Господарі | Результат | Гості     | Турнір                                      | Голи | Примітки |
| --------- | -------- | --------- | --------- | --------- | ------------------------------------------- | ---- | -------- |
| 17-1-2019 | Ранкагуа | Чилі      | 1 – 1     | Болівія   | Молодіжний чемпіонат Південної Америки 2019 | -    |          |
| 21-1-2019 | Ранкагуа | Колумбія  | 1 – 0     | Болівія   | Молодіжний чемпіонат Південної Америки 2019 | -    |          |
| 23-1-2019 | Ранкагуа | Болівія   | 0 – 1     | Венесуела | Молодіжний чемпіонат Південної Америки 2019 | -    |          |
| 25-1-2019 | Ранкагуа | Бразилія  | 1 – 0     | Болівія   | Молодіжний чемпіонат Південної Америки 2019 | -    |          |
| Усього    |          | Матчів    | 4         |           | Голів                                       | 0    |          |